# Požár katedrály Notre-Dame
Požár katedrály Notre-Dame v Paříži ve Francii vypukl v prostoru její střechy během rekonstrukce v pondělí 15. dubna 2019 (pondělí Svatého týdne) večer, zcela uhašen byl v úterý 16. dubna ráno po zhruba 12 hodinách. Požár zničil téměř celou střechu včetně typického sanktusníku, část vitrážových oken a část nosných kleneb v chrámové lodi. Spolu s následky hašení také částečně poškodil vnitřní vybavení, většina vzácných artefaktů však byla zkázy ušetřena.

## Požár

### Kontext
Vatikánský rozhlas v dubnu 2019 informoval o rozsáhlém a záměrném ničení katolických kostelů ve Francii. S odkazem na italský katolický list Avvenire a na zprávu publikovanou francouzským ministerstvem vnitra upozornil, že v roce 2018 bylo zdokumentováno celkem 1063 případů útoků na kostely a jiné křesťanské objekty, například hřbitovy, což představuje průměrně tři incidenty denně. Jednalo se především o akty profanace, devastace, úmyslně založené požáry apod.
V citované zprávě ministerstva vnitra je uvedeno, že „pachateli těchto
činů bývá nejčastěji vykořeněná mládež, avšak zdaleka ne pouze z prostředí neintegrovaných přistěhovalců“. Ve Francii jde přitom o dlouhodobější problém. V roce 2017 zde bylo registrováno 1038 případů antikřesťanského vandalismu. Jen několik dnů před požárem katedrály Notre-Dame byl v Paříži žhářskému útoku vystaven kostel svatého Sulpicia. 

### Průběh a škody

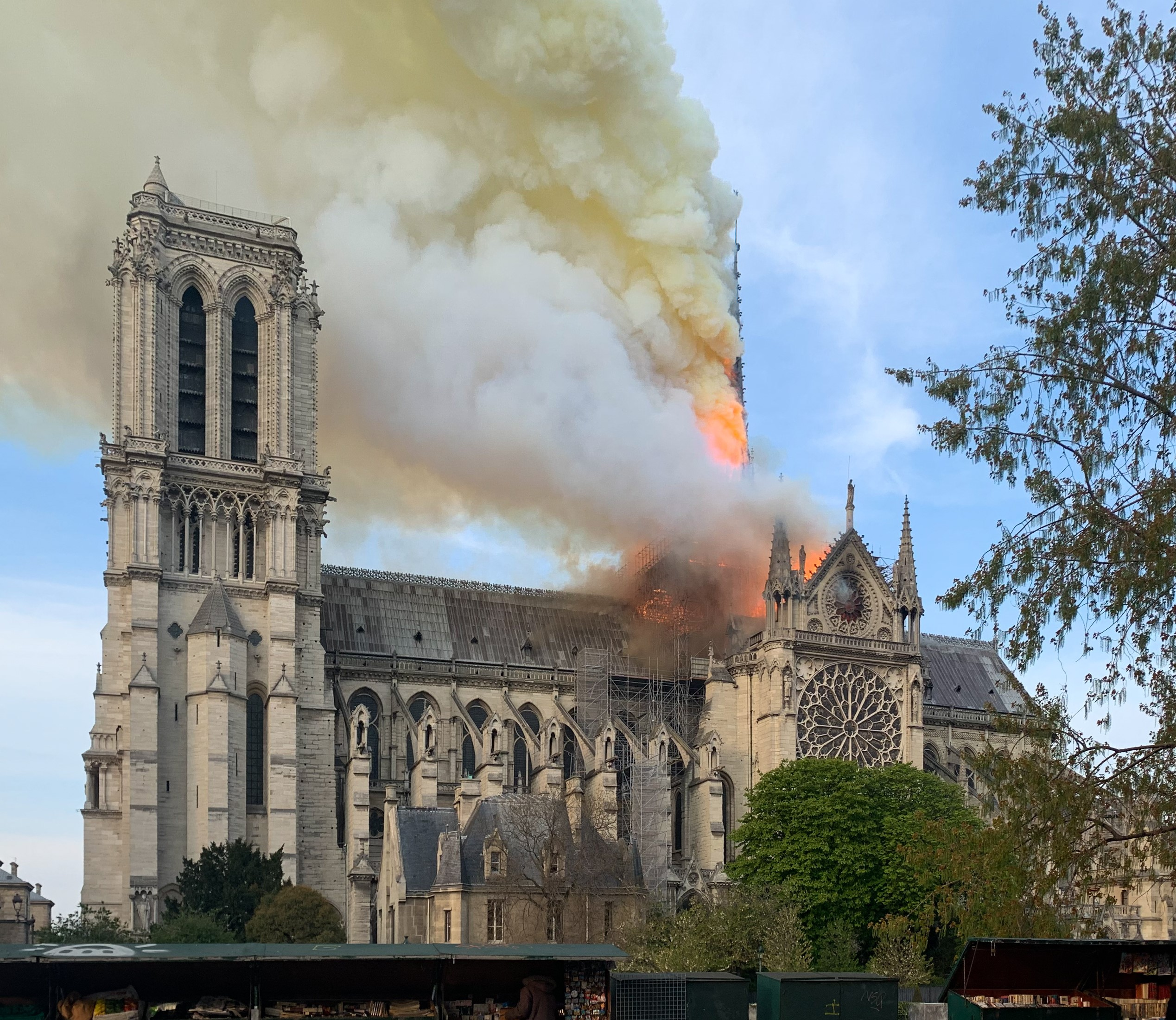
Pohled na katedrálu v rané fázi požáru

Státní zástupce Paříže prvotně uvedl, že k vypuknutí požáru došlo okolo 18:50 hodin SELČ. V této době byla katedrála otevřena turistům. Dne 16. dubna 2019 však bylo upřesněno, že požár vypukl přibližně v 18:20, kdy zazněl první požární alarm. Ochranka nato začala katedrálu evakuovat. Zároveň bylo do spuštění druhého alarmu v 18:43 pro ochranku nemožné nalézt ohnisko požáru. Mezi časy 18:15 až 19:00 se v katedrále konala taktéž mše. Všichni její účastníci byli spořádaně evakuováni během několika minut.
Podle některých dotyčných byly hlavní dveře katedrály uzavřeny, což jim zabraňovalo do ní vstoupit. Ze střechy se začal šířit bílý kouř. Následně se oheň rozšířil a kouř se zbarvil do černa. Ze sanktusové věže byly vidět šlehající plameny. Barva kouře se postupně změnila na žlutohnědou.

#### Reakce záchranných složek
Policie spěšně evakuovala ostrov Île de la Cité, který následně uzavřela. Lidé se shromažďovali na březích řeky Seiny a v okolních budovách, ze kterých situaci pozorovali. Většina požáru byla uhašena kolem 23.30 a zcela uhašen byl až následující den v ranních hodinách. S požárem hasiči bojovali přibližně 12 hodin a několik z nich na místě zůstalo, aby hlídali požářiště a případně dohasili zbylý oheň. Náčelník pařížských hasičů uvedl, že pokud by požár trval o 30 minut déle, zvonice a část zdí by se nejspíše zřítila.

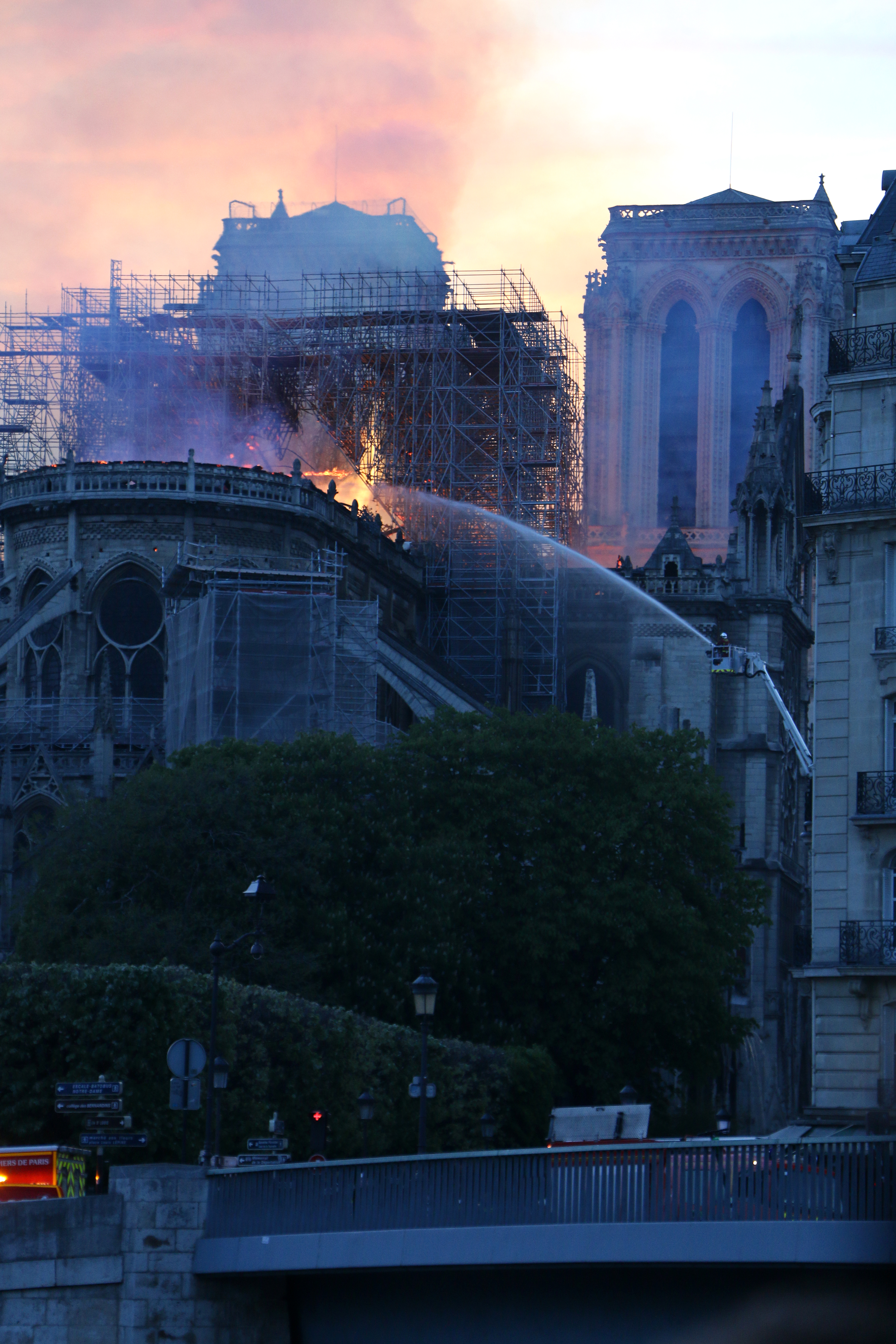
Hašení požáru vysokotlakými vodními děly

Pařížská hasičská brigáda se pravidelně připravuje na jakýkoliv druh ohně, který by katedrálu mohl zasáhnout. V předešlém roce se takovéto tréninky konaly dva. Hasiči současně spolupracují na rutinní požární hlídce, která probíhá třikrát denně. Perfektně tak znali budovu a obtíže, jež by hašení požáru mohly doprovázet.
Požár se v souladu s běžnou praxí francouzských hasičů hasil primárně zevnitř. Kvůli hašení zvnějšku katedrály by mohlo dojít k poškození interiérů, protože by se plameny a plyny o vysoké teplotě (dosahující až 800 °C) mohly odrazit směrem dovnitř. Do hlavních dvou věží vstoupilo na dvacet hasičů. Hasičská vozidla s vysokotlakými vodními děly opatrně hasila požár a snažila se vyhnout dalšímu poškození budovy. Dle nouzového plánu se na řeku Seinu vypravily dvě lodě, které její vodu čerpaly a požárními hadicemi dopravovaly hasičům.
Jakékoliv použití hašení ze vzduchu bylo ihned odmítnuto. Váha vody a její shazování z nízké výšky by mohlo výrazně ohrozit konstrukci katedrály. Zároveň vápenec, který je součástí konstrukce, mohl působením žáru a následného prudkého ochlazení vodou prasknout. Kvůli stoupajícímu kouři bylo taktéž upuštěno od hašení z helikoptéry. Drony s termokamerami se používaly pro vizualizaci a roboti pomáhali s polohou a naváděním požárních hadic.
Mluvčí pařížské hasičské brigády ohlásil, že s požárem bojovalo více než 400 hasičů a další stovka pomáhala vynášet artefakty a klenoty. Spolu s vysokou teplotou ohně představovalo nebezpečí i roztavené olovo ze střechy. Pařížská policie uvedla, že při požáru nikdo nezemřel. Zranění utrpěl pouze jeden hasič a dva policisté.

#### Materiální škody
Během hodiny od prvního zahlédnutí požáru se olověná střecha katedrály a sanktusová věž zbortily a při pádu s sebou strhly část klenby. Dubová část střechy zcela shořela. Této shořelé části katedrály se přezdívá „les“, protože byla vyrobena z trámů, na které byly použity kmeny z přibližně 21 hektarů dubových lesů. Některé stromy pocházely i ze 13. století. Druhá část střechy pak byla vyrobena z olova, kterého se při stavbě použilo na 200 tun. Během požáru se ho většina roztavila. Olovo tak zamořilo bezprostřední okolí.

Část střechy zasažené požárem zaznačená na fotografii katedrály
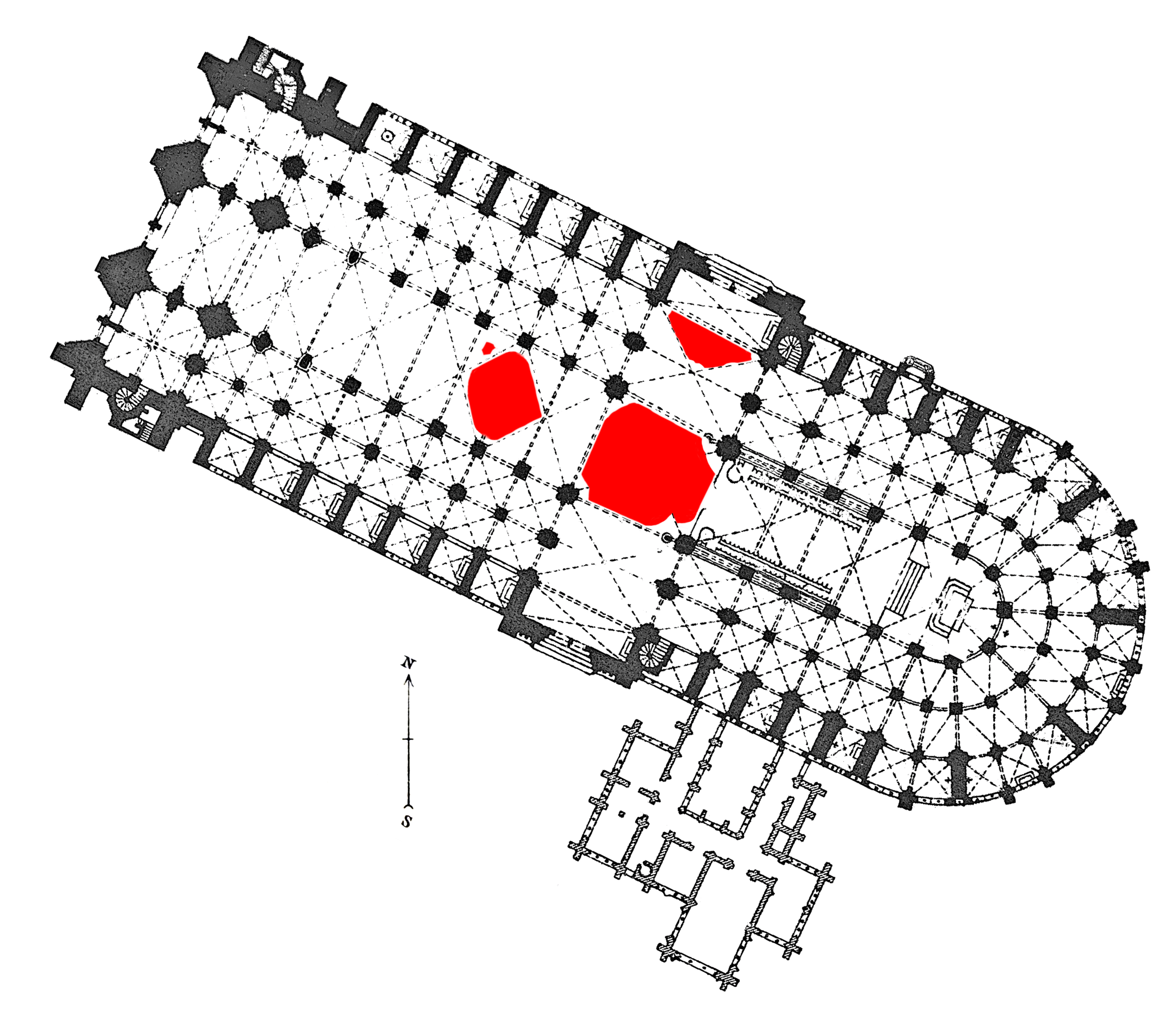
Zhroucené klenuté stropy zaznačené do půdorysu
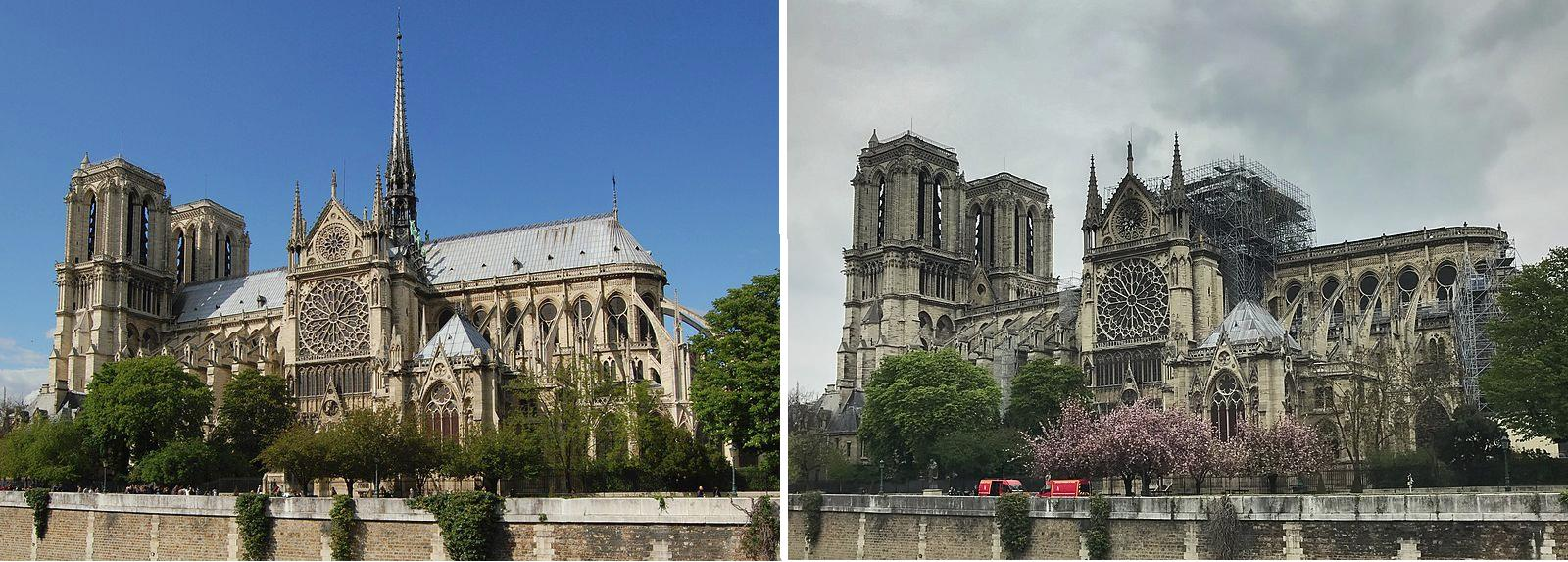
Katedrála Notre-Dame před požárem (vlevo) a po požáru (vpravo)

Panovaly obavy, aby padající střecha nepoškodila klenbu a další zdivo. Při jejím zhroucení by škody byly znatelně vyšší. Vyskytly se i obavy, aby nedošlo ke zničení celé katedrály. Ačkoliv středověcí architekti zamýšleli používat klenby k zabránění šíření ohně ze střechy do hlavní lodě, ne vždy to vyšlo a některé katedrály tak lehly popelem. Roztavené olovo mohlo klenbu zatížit a způsobit následný kolaps. Klenba však na většině míst poškozena nebyla a zůstala tak nadále oporou střešních trámů. To zabránilo jejich spadnutí do hlavní lodě. Pár sekcí se však zhroutilo a udělalo do klenby díry, skrz které byly v hlavní lodi katedrály vidět plameny požáru. Popel těmito dírami padal na mramorovou podlahu a na trosky.
Francouzský ministr vnitra Christophe Castaner pozdě večer v den požáru (okolo 23.15 hodin) oficiálně oznámil, že požár zeslábl a „obě věže katedrály jsou v bezpečí.“ Po ohni se hlavní konstrukce, obě věže a jedna třetina střechy zachovaly. Na prvních snímcích pořízených v katedrále po proběhlém požáru je patrné, že většina klenby je na místě, přes díry v ní se však popel dostal do hlavní lodě. Stavební inspektoři našli v konstrukci několik slabých míst a z toho důvodu evakuovali na Rue du Cloître-Notre-Dame přilehlé obytné domy.
Severní rozeta dotčena nebyla. Pozdější fotografie ukázaly, že všechny tři rozety pocházející z 13. století požár nakonec přežily. Poničena nicméně byla některá okna z 19. století.

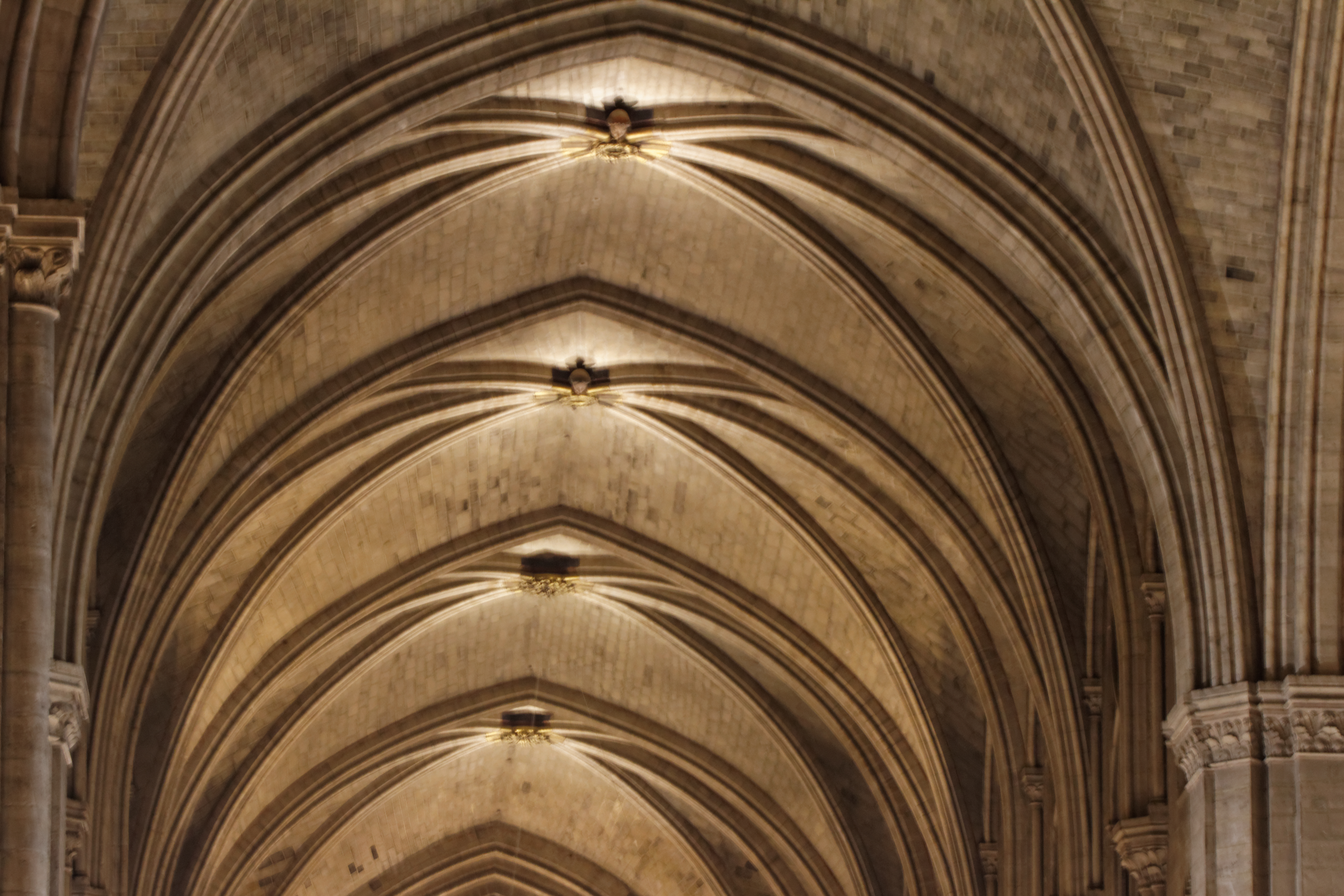
Zakřivená žebrová klenba katedrály před požárem
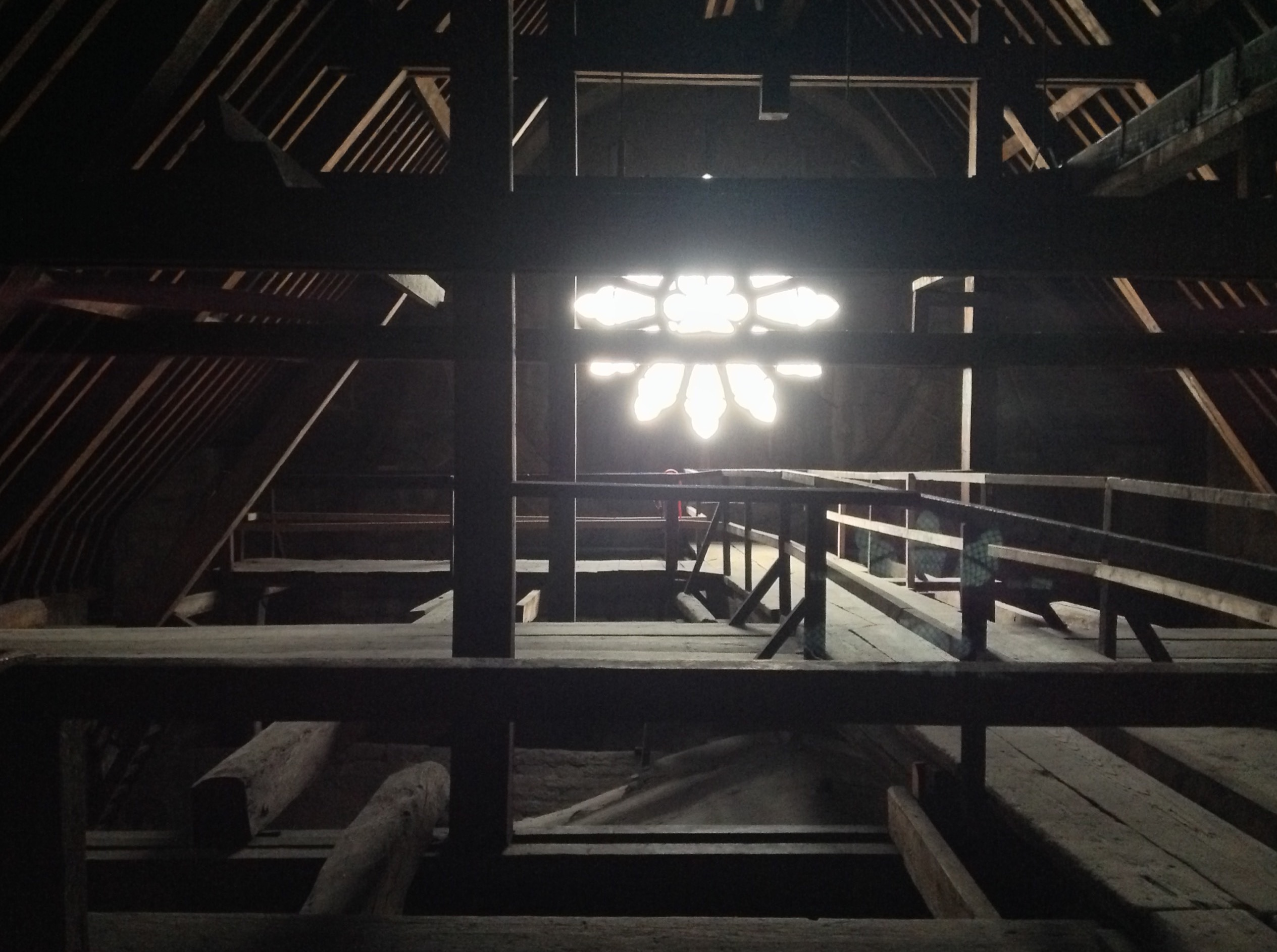
Dřevěné trámy konstrukce střechy před požárem, vespodu je viditelná horní část klenby
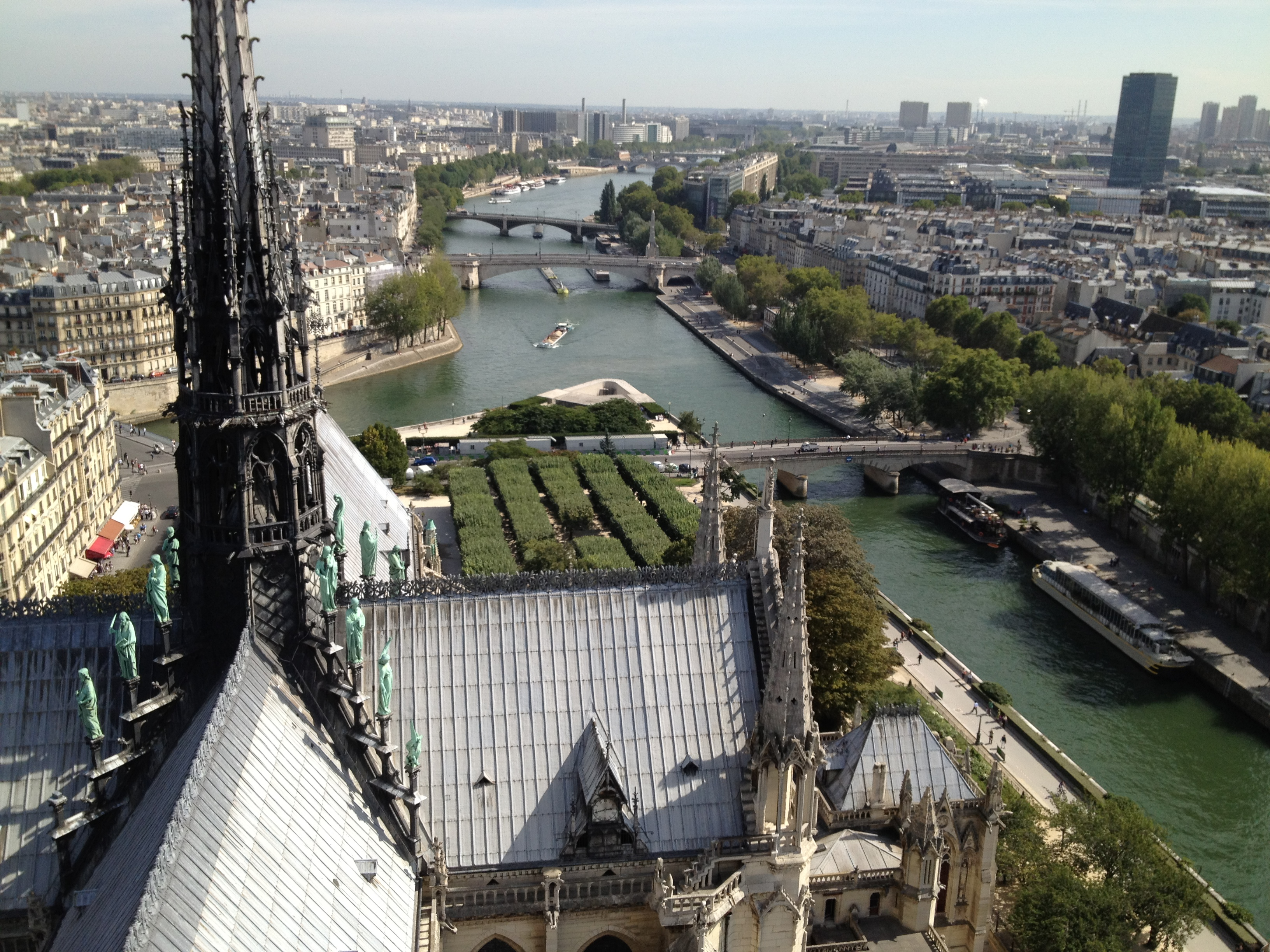
Trojúhelníkový tvar střechy před požárem
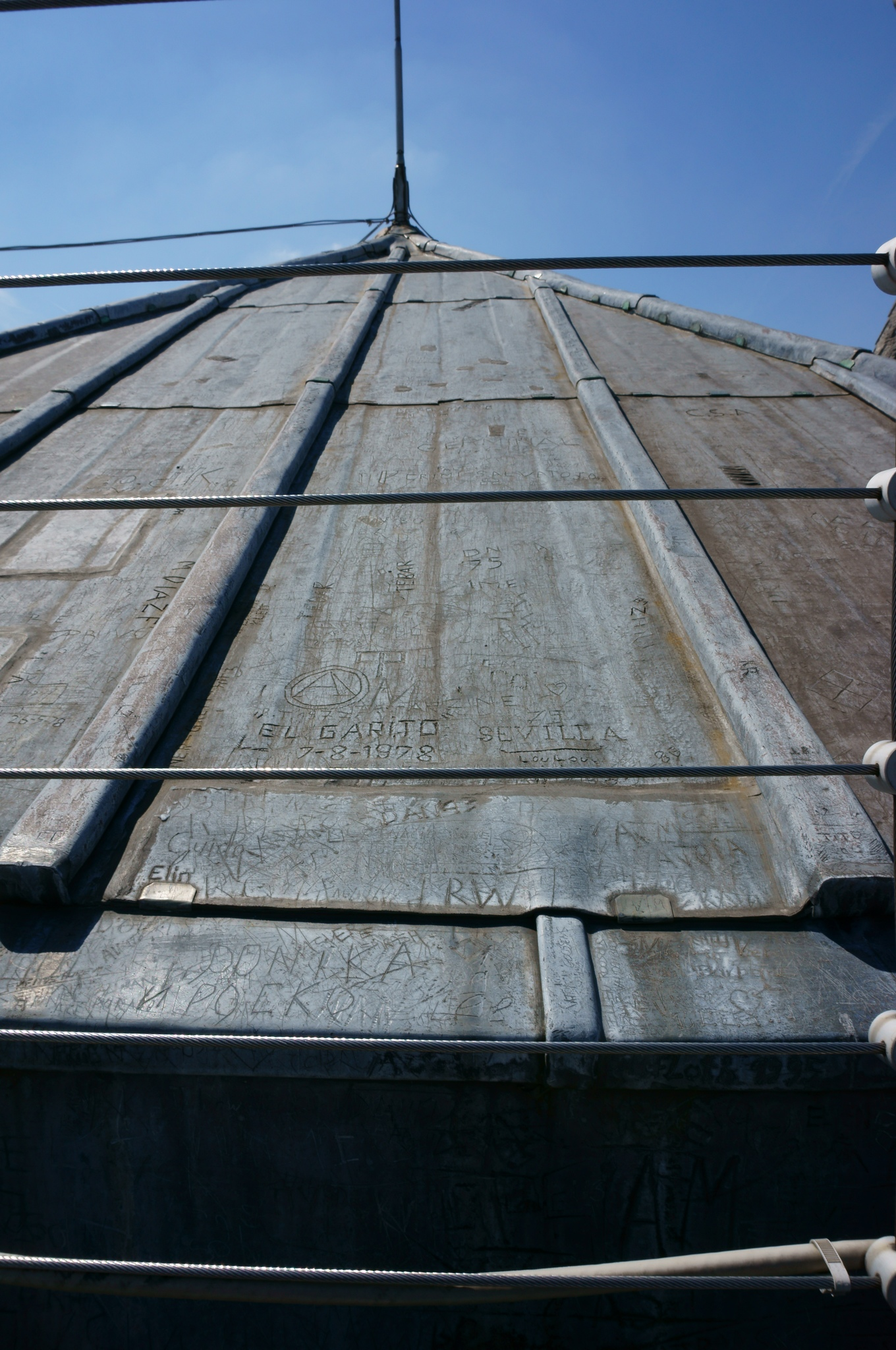
Olověné zastřešení na vnější části dřevěné konstrukce

#### Dekorace a předměty

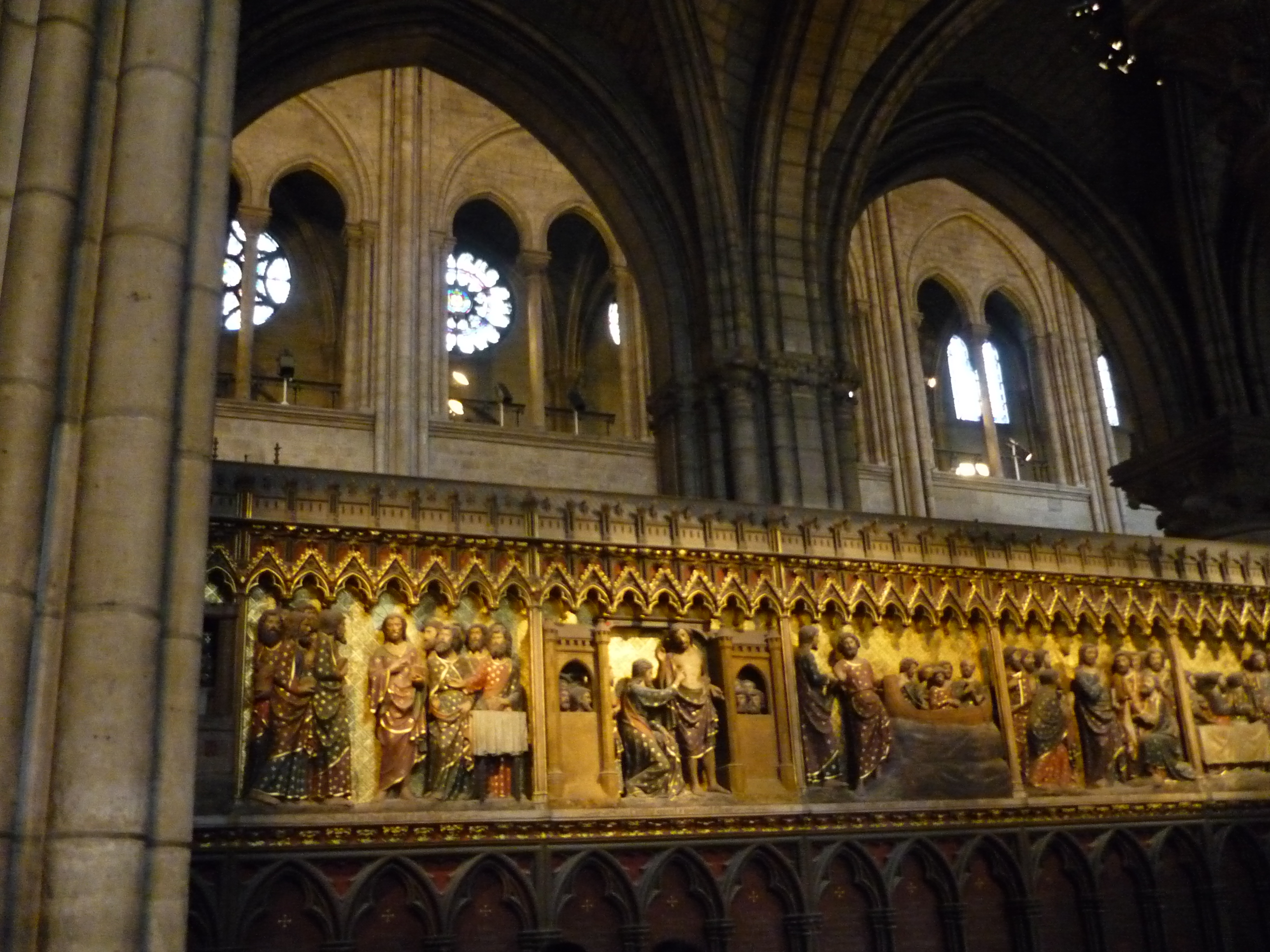
Biblické výjevy, které se nachází mezi chórem a chórovým ochozem (stav před požárem)

Katedrála obsahovala velké množství uměleckých děl, náboženských předmětů a nenahraditelných pokladů. Například trnovou korunu, kterou vojáci nasadili Ježíšovi před ukřižováním, domnělý úlomek Svatého Kříže, tuniku svatého Ludvíka, varhany od francouzského varhanáře Aristida Cavaillé-Colla, vitráže, sochu Marie s malým Ježíškem a bronzové sochy dvanácti apoštolů. Některé klenoty se zásluhou spolupráce zaměstnanců a záchranářů dostaly ven. Další část předmětů byla ochráněna před přímým kontaktem s ohněm díky konstrukci katedrály. Většina relikvií a děl, které zůstaly uvnitř, požár tudíž přežily, u některých je však jejich osud stále nejasný.

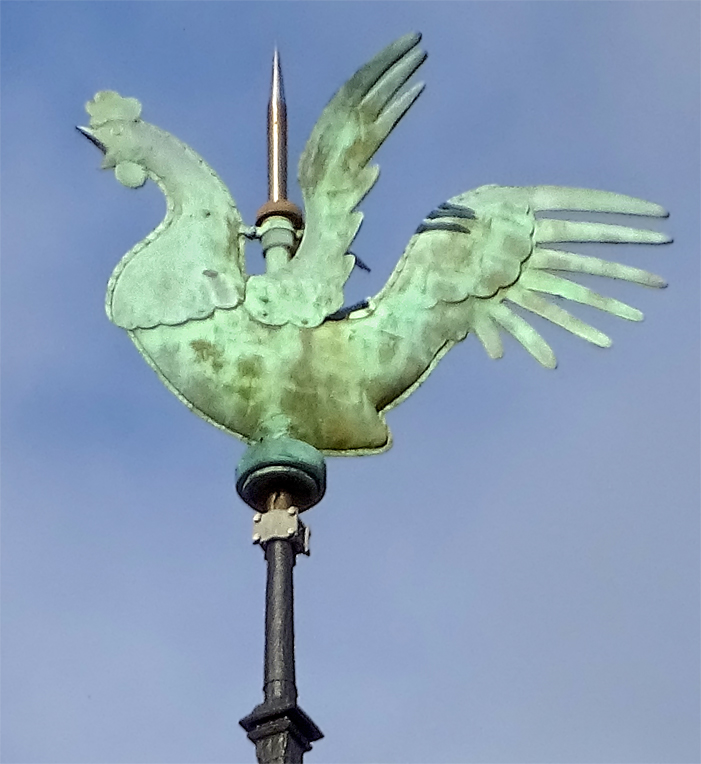
Měděný kohout z katedrály

Dle mluvčího katedrály se část uměleckých děl odstranila vzhledem k probíhající rekonstrukci a většina zachráněných předmětů se nacházela v sakristii.
Na fotografiích bylo vidět několik zničených lavic a vyřezávané, kouřem zčernalé oblouky. Přesto hlavní kříž a oltář, jež obklopovaly sochy, požár přežily.
Ukázalo se, že některé obrazy byly poškozeny kouřem, ale ne ohněm. Mají být převezeny do Louvru, kde na nich budou probíhat restaurátorské práce.
Kamenné, měděné a bronzové sochy a sochy dvanácti apoštolů původně obklopující sanktusovou věž přečkaly požár bez úhony, neboť byly ještě před rekonstrukcí odvezeny k restaurování. Poslední z těchto soch byly sundány ze střechy 11. dubna a během několika týdnů měl být odstraněn i kohout s relikviářem, jenž se nacházel na špičce věže. Zpočátku se relikviář považoval kvůli pádu věže za ztracený, den po požáru byl však poškozený objeven v troskách.
Část olověných profilů, do kterých byly zasazeny vitráže z 19. století, se roztavila v žáru ohně. Tři hlavní rozety z 13. století poškozeny nebyly. Jedna z rozet musí být rozebrána, jelikož je nestabilní a mohla by se rozpadnout.
Dvoje varhany neutrpěly při požáru žádná závažná poškození. Většina zvonů katedrály, včetně jejich největšího Emmanuela, se zachovala.

### Vyšetřování
Pařížská prokuratura během několika hodin otevřela vyšetřování příčiny požáru, které vede pařížská kriminální policie. Možnou příčinou vzniku požáru byla nehoda, to se však v danou chvíli přímo nepotvrdilo.  Dne 16. dubna prokuratura prohlásila, že dle dostupných důkazů se jednalo o neúmyslný čin.
Renovační práce, které na katedrále probíhaly, mohly zvýšit riziko požáru. Policie se proto na renovaci zaměřila, zdali ona nestála za jeho vznikem. Obecně lze říci, že při renovacích historických budov mohou ohniska hořet i několik hodin, než se projeví naplno a vznikne požár. Oprava střechy tudíž mohla být jeho ohniskem, protože se olověné zastřešení nachází na suchém a starém dřevě a v jeho blízkosti se používala letovací souprava. Firma Le Bras Frères, která prováděla rekonstrukci, prohlásila, že postupovala dle pokynů a v době vzniku požáru nebyl nikdo ze zaměstnanců na místě. Později firma potvrdila informaci, že pracovníci na lešení občas kouřili, a to navzdory protipožárním předpisům. Vyšetřovatelé totiž v okolí našli nedopalky. Vyloučila však, že by se to mohlo stát příčinou požáru. Stejně tak firma vyloučila, že by se oheň mohl vzplát od elektrických motorů lešenářských výtahů.
Jiná verze pracovala s možností, že by k zažehnutí ohně mohlo dojít v souvislosti se zvony v sanktusové věži. Ty byly v roce 2012 elektrifikovány a 12 minut před spuštěním prvního požárního alarmu naposledy odbíjely. Podle vyšetřovatelů byla varianta vzniku požáru od elektrického zkratu nejpravděpodobnější.

## Reakce

### Francie
Francouzský prezident Emmanuel Macron po vypuknutí požáru v pondělí večer odložil svůj zásadní projev týkající se hnutí žlutých vest.
Starostka Paříže Anne Hidalgová popsala oheň jako „hrozný“ a požádala obyvatele, aby se drželi mimo oblast, kterou vyznačily hasičské sbory. V průběhu požáru se náměstek francouzského ministra vnitra Laurent Nuñez obával, že se hasičům nemusí podařit katedrálu zachránit.

### Česko
Český ministr zahraničí Tomáš Petříček ještě v průběhu večera napsal na Twitteru: „Je to velké neštěstí vidět hořící katedrálu Notre-Dame. Ten pocit smutku i u nás Čechů přetrval po generace, když hořela budova spojená s naší národní historií.“
Pražský arcibiskup Dominik Duka na Facebooku napsal: „Jedná se o jednu z největších evropských kulturních ztrát od zničení starobylého benediktinského opatství v Monte Cassino.“
Vedení hlavního města Prahy se rozhodlo nasvítit následujícího večera Petřínskou rozhlednu v barvách francouzské trikolory. Primátor Zdeněk Hřib k tomu uvedl: „Soucítíme s Paříží! Také Praha poznala, jak je bolestivé vidět národní symbol v plamenech. Požár Notre-Dame se nás proto dotýká o to víc.“
Prezident Miloš Zeman nabídl svému francouzskému protějšku Macronovi pomoc restaurátorských dílen a ateliérů ze správy Pražského hradu ke spolupráci na obnově katedrály. Premiér Andrej Babiš přislíbil finanční pomoc, ministr kultury Antonín Staněk nabídl kromě odborné pomoci i uspořádání veřejné finanční sbírky. Další sbírku ohlásila i Česká biskupská konference.
Česká filharmonie ohlásila na 23. dubna 2019 benefiční koncert na podporu obnovy katedrály. V Rudolfinu připravila Dvořákovo Stabat Mater pod vedením hostujícího dirigenta Tomáše Netopila, a to ve spolupráci se Symfonickým orchestrem Českého rozhlasu, Symfonickým orchestrem hlavního města Prahy - FOK, PKF - Prague Philharmonia a kolektivními tělesy Národního divadla a Státní opery. Přímý přenos koncertu oznámily Česká televize a Český rozhlas.
V Česku vyvolal požár veřejné otázky bezpečnosti místních památek. Několik let v Česku probíhají povinné pravidelné bezpečnostní kontroly, takže nebyla v souvislosti s požárem zavedena žádná mimořádná opatření. Kontroly jsou náhodné, bez ohlášení, jednou až dvakrát do měsíce. Běžně se také objekty pojišťují na vysoké částky, nikoliv však obsažené sbírky. Například právě probíhající rekonstrukce Státní opery byla nezávisle na požáru v Paříži zajištěna zvláštními bezpečnostními opatřeními jako jsou vhodně rozmístěné hasicí přístroje a požární čidla, kterých bude v budově po rekonstrukci na 800.

### Ostatní svět
- Předseda Evropské rady Donald Tusk prostřednictvím Twitteru napsal: „Notre-Dame Paříže je Notre-Dame celé Evropy. Dnes jsme s Paříží všichni.“[74][75]
- Americký prezident Donald Trump na Twitter napsal: „Je tak strašné sledovat masivní oheň v katedrále Notre-Dame v Paříži. Možná by se dalo použít hašení ze vzduchu. Musíte jednat rychle!“[62][75] a první dáma Melania Trumpová napsala: „Moje srdce puká pro lidi v Paříži poté, co jsem viděla oheň v katedrále Notre-Dame. Modlím se za bezpečnost všech.“[76]
  -  Záchranáři na Trumpův výrok reagovali vyjádřením na Twitteru, v němž upozornili, že hašení z letadla by mohlo konstrukci katedrály vážně narušit nebo dokonce zničit.[77]
- Následujícího večera po požáru byly v barvách francouzské trikolóry nasvíceny newyorské dominanty Empire State Building i One World Trade Centre.[78]
- Německá kancléřka Angela Merkelová ve zprávě adresované Francii řekla, že Notre-Dame je „symbolem francouzské a evropské kultury“, a německý ministr zahraničí Heiko Maas řekl, že požár „zasáhl všechna srdce“ německého lidu.[79]
- Mluvčí Svatého stolce uvedl, že ve Vatikánu požár způsobil „šok a smutek“.[77][75]
- Norská předsedkyně vlády Erna Solbergová zveřejnila na Twitteru: „Je srdcervoucí vidět v mém oblíbeném městě Paříži Notre-Dame v plamenech. Doufejme, že se podaří zachránit co nejvíce.“[80]
- Ruský prezident Vladimir Putin projevil prezidentu Emmanuelu Macronovi soustrast a vyzdvihl význam katedrály Notre-Dame jako historického symbolu Francie. „Tato tragédie zasáhla Rusy do srdce,“ prohlásil Putin a projevil ochotu poslat do Francie na pomoc ruské restaurátory, kteří mají zkušenosti s obnovou historických památkových objektů. V Rusku již probíhají sbírky pro obnovu katedrály.[81] Petrohradská Ermitáž svěsila ruskou vlajku na půl žerdi.[82]

### Podezření z pokusu o žhářský útok v New Yorku
Dne 17. dubna 2019 newyorská policie zatkla muže, který chtěl do katedrály svatého Patrika kolem 8. hodiny večerní místního času vejít se dvěma kanystry s benzinem, tekutým podpalovačem a plynovými zapalovači. V 37letém muži byl identifikován profesor filosofie Marc Lamparello, absolvent několika katolických škol a někdejší církevní sbormistr z New Jersey, autor knihy Reason and Counterpoint z roku 2016. John Miller z newyorské policie k tomu poté uvedl: „Je těžké říci, co chtěl udělat, ale myslím si, že situace, kdy někdo vejde na takové symbolické místo, jako je katedrála svatého Patrika, s více než 15 litry benzinu, dvěma láhvemi tekutého podpalovače a zapalovači, by nás měla velmi znepokojovat. Jeho výpověď nesedí.“ Média incident dávala do souvislosti s pařížským požárem.

### Spiklenecké teorie a fake news
Požár provázely mnohé pravdivé i lživé zprávy a více či méně opodstatněné konspirační úvahy. Dle amerického serveru BuzzFeed se jejich autoři zpravidla snažili označit za viníky své politické protivníky.
Někteří polští politici a publicisté se strefovali do francouzského multikulturalismu a do muslimských migrantů. Spiklenecký web InfoWars psal bez důkazů o úmyslném založení požáru muslimy a ilustroval to videem, kde na podkresu hořící katedrály slaví lidé. Ve skutečnosti ale nebylo možno určit, co lidé slaví nebo jaké jsou národnosti či vyznání. Video převzala např. i česká facebooková stránka ultrapravicového sdružení Pro-vlast.
Jiné sdílené video zachycovalo postavu pohybující se po jižní věži katedrály, podle konspiračních úvah mělo jít o žháře, byl to však jeden z hasičů. Další úvahy o postavách stojících na střeše měly patrně základ v její sochařské výzdobě.
Vznikl také např. falešný twitterový účet CNN, který do svého zrušení uváděl, že šlo o teroristický útok. Podobně falešný účet televize Fox News citoval smyšlené vyjádření americké demokratické političky somálského původu: „Sklízejí, co zaseli.“ Výjimkou na sociálních sítích nebyla různá falešná videa s výkřiky „Allahu akbar“ a hořícím chrámem. Během koordinované akce na Twitteru desítky účtů sdílely tři roky starý článek o nalezení plynových lahví a arabských dokumentů před katedrálou, aby navodily dojem souvislosti. Další hoax šířený na sociálních sítích mluvil o činu mladé muslimské dívky zhrzené láskou, která zaparkovala před katedrálou auto s bombou a následně ji zapálila. Česká média obdržela e-mail „plný důkazů“, že požár založily ženy z organizace Islámský stát.

### Metafyzický a symbolický význam události
Srbská bulvární média Alo a Informer psala o souvislosti s vyvěšením kosovské vlajky v katedrále při příležitosti 100. výročí konce světové války a požár prohlásila za „boží trest“. Články sice rychle stáhla, mezitím je však převzali lidé na sociálních sítích.
Někteří politici a publicisté v Polsku hovořili o tom, že přichází doba temna či konec světa, a za požárem viděli metafyzický rozměr. Bývalý polský ministr zahraničí Bartlomiej Sienkiewicz takové úvahy odmítl s tím, že již od dob osvícenství je zvykem nehledat za katastrofami boží hněv.
Šéfredaktorka českého Katolického týdeníku Kateřina Koubová uvedla: „Je to velká symbolika, protože se to stalo na počátku největšího křesťanského svátku, který nám říká, že život vítězí nad smrtí. Nelpíme na kamenech, ale na poselství, které to místo nese.“ Rychlá obnova chrámu je podle ní symbolem, že se Francie nedá zničit a může znovu povstat.

## Obnova katedrály

### Financování
Francouzský prezident Emmanuel Macron vyhlásil 16. dubna 2019 národní sbírku na obnovu katedrály Notre-Dame. V mnoha dalších zemích byly vyhlášeny podobné sbírky.
V samotné Francii ohlásilo několik rodin velkopodnikatelů velmi podstatné dary. Bernard Arnault, zakladatel a velkoakcionář koncernu LVMH, nejbohatší občan Francie a čtvrtý nejbohatší muž světa, přislíbil 200 milionů eur. Částku 200 milionů eur přislíbila také nejbohatší žena světa, dědička kosmetické firmy L´Oréal Françoise Bettencourt-Meyers. Miliardář François-Henri Pinault ohlásil dar 100 milionů eur. Ropná společnost Total se zavázala dát 100 milionů eur a město Paříž přislíbilo ze svého rozpočtu částku 50 milionů eur. Velké částky přislíbili francouzský miliardář Marc Ladreit de Lacharrière a majitelé stavebního koncernu Bouygues, Martin a Olivier Bouyguesovi (po 10 milionech eur), američtí filantropové Henry Kravis a jeho manželka Marie-Josée (8,85 milionu eur) a společnost Walt Disney Company (4,42 milionu eur). Ke dni 17. dubna 2019 byla pro účely obnovy katedrály přislíbena celkově téměř jedna miliarda eur. Francouzská společnost Ubisoft darovala na opravu katedrály 500 000 eur a krátce rozdávala zdarma svou hru Assassin's Creed Unity, ve které hraje katedrála Notre-Dame velkou roli. Přislíbila navíc uvolnit svůj detailní trojrozměrný model katedrály vytvořený pro tuto hru.
Ve společnosti závratná výše darů vyvolala také kritiku a debatu o selektivní solidaritě a štědrosti. Francouzské hnutí žlutých vest, odboráři, ale i někteří politici nebo další osobnosti kritizovali, že zatímco na opravu této památky plynou desítky milionů eur z darů různých bohatých dárců, na řešení aktuálních sociálních problémů Francie se peníze nenajdou. Organizace na boj s chudobou dostávaly ve stejné době čím dál méně darů.

### Záměry a návrhy řešení
V televizním projevu k národu francouzský prezident Emmanuel Macron představil záměr dokončit opravy do pěti let a postavit katedrálu ještě krásnější. Odkazoval přitom k historii, kdy ve Francii lehla popelem velká spousta památek, jež se vždy podařilo obnovit. Ředitel francouzské asociace řemeslníků Compagnons du Devoir Jean-Claude Bellanger uvedl, že by dobu obnovy mohl výrazně prodloužit nedostatek řemeslníků.
Francouzská vláda zamýšlela vyhlásit mezinárodní soutěž, z níž by měla vzejít nová podoba ztracených částí katedrály, případně jen sanktusníku. Proti tomu se postavil potomek architekta, který v 19. století věž postavil, a vzniklo několik petic, které požadovaly identickou obnovu původní podoby katedrály před požárem. Přesto už krátce po požáru různé architektonické ateliéry a studia zveřejňovaly vizualizace možných řešení. Např. designové studio Who Cares?! vytvořilo návrh nazvaný „Quasimodův Penthouse“, podle něhož by na střeše katedrály vzniklo luxusní bydlení s bazénem a helipadem. Miysis Studio navrhlo spojit obnovu katedrály včetně věrné repliky věže s moderní skleněnou střechou poskytující výhled na město a krytou střešní zahradu. Různé formy skleněného zastřešení představili např. i architektonické Studio AJ6 ze São Paula nebo ruská architektka Alexandra Nerovnaja. Studio NAB navrhlo střešní zahradu se sanktusníkem využitým jako věž včelích úlů. Studio Fuksas navrhlo střechu a věž z krystalů, které by byly v noci prosvětlené. Francouzský designér Mathieu Lehanneur navrhl pozlacenou věž ve tvaru monumentálních plamenů. Bratislavský Vizumatelier představil vizi odlehčené moderní věže završené světelnými paprsky směřujícími přímo vzhůru. Francouzský architekt a umělec David Deroo navrhl ideový záměr modernizované střechy vycházející z původních prvků.
K opravám a pracím na obnově se nabídla řada odborníků i z Česka. Mezi nimi byli restaurátoři z Univerzity Pardubice, kteří už v minulosti pomáhali například s obnovou chrámu ve skalním městě Petra v Jordánsku a na podobných pracích v Turecku a v Iráku. Ti zkoumali vlastnosti vápence a možnosti jeho zpevnění a své poznatky nabídli Paříži. Proděkan pro vědu a výzkum pardubické univerzity Karol Bayer na základě záběrů uvedl, že požár zasáhl venkovní část fasády a její kamennou konstrukci, která by se mohla po vlivu tak vysokých teplot začít rozpadat.

### Provizorní ochrana
Případnou obnovu katedrály by mohly ohrozit i povětrnostní podmínky, před kterými ji původně chránila střešní konstrukce, o kterou kvůli požáru přišla. Jako dočasná ochrana proto byla přes klenby natažena plachta, jejíž umístění probíhalo od úterý 23. dubna do pátku 26. dubna 2019. Tu by podle záměru měla do léta téhož roku nahradit stabilnější ochrana, před jejíž instalací však je nutno odstranit původní lešení, které bylo instalováno ještě před požárem a jeho vlivem bylo poškozeno. Podle deníku Le Monde měla nová konstrukce být pokryta fotografickou kopií původní olověné střechy, aby vytvořila její iluzi.